# Vietnam Airlines
Vietnam Airlines (en vietnamien Hãng hàng không Quốc gia Việt Nam) (code AITA : VN ; code OACI : HVN)  est la compagnie aérienne nationale du Viêt Nam. Elle exploite des vols intérieurs et internationaux depuis ses deux principaux  hubs de l'aéroport international de Tân Sơn Nhất à Hô Chi Minh-Ville et l'aéroport international de Nội Bài à Hanoï.

## Histoire

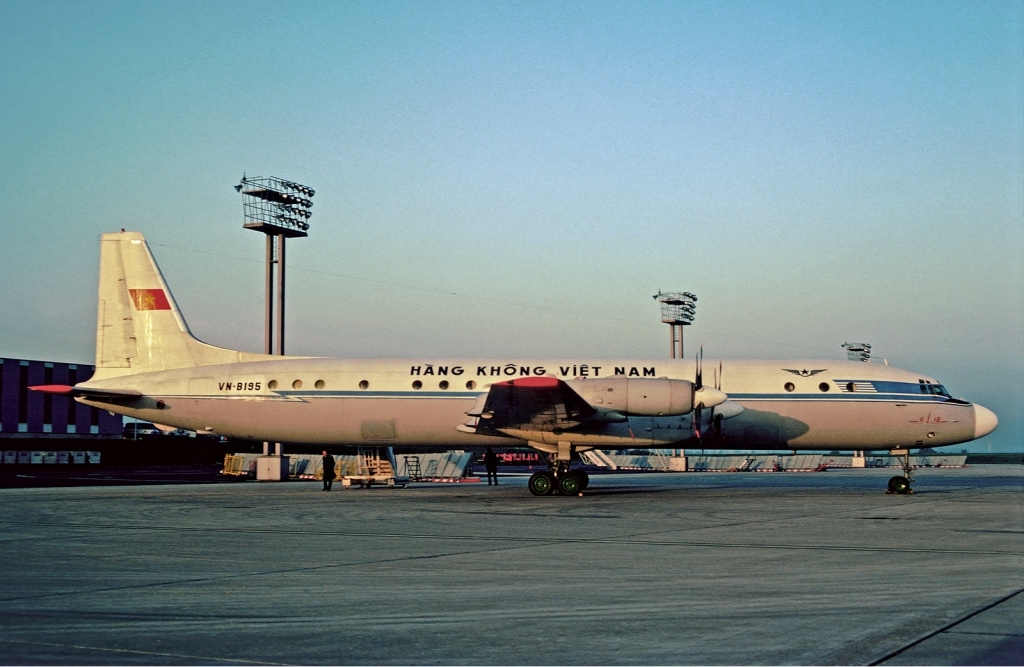
Iliouchine Il-18.

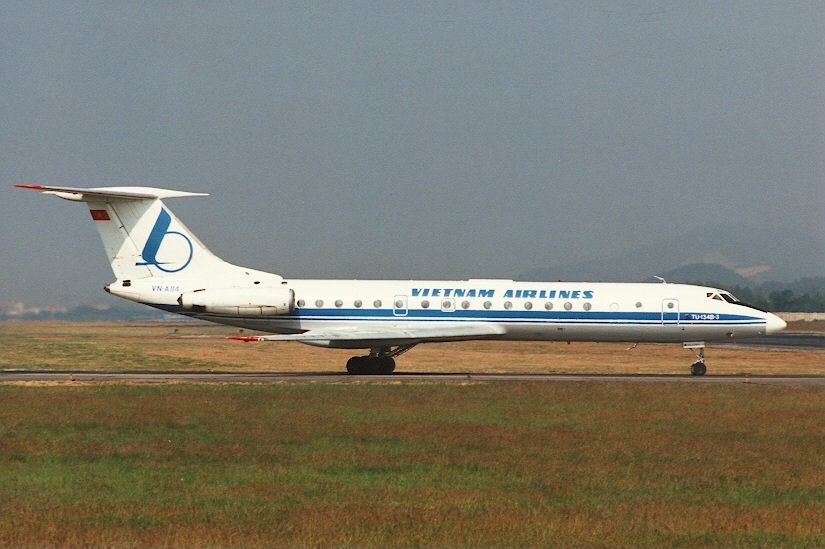
Tupolev Tu-134 de Vietnam Airlines

Janvier 1956, le gouvernement nord-vietnamien de l'époque établit l'Aviation civile du Vietnam, ancêtre de la présente Vietnam Airlines. Elle commence ses opérations en septembre 1956 avec des vols intérieurs volant avec des Iliouchine Il-14 et des Antonov An-24. De 1976 à 1980, elle commence son expansion et vole vers ses premières destinations en Asie, le Laos, le Cambodge, la Chine, la Thaïlande, les Philippines, la Malaisie et Singapour. Elle devient membre de l'Organisation de l'aviation civile internationale au début des années 1980.
L'actuelle Vietnam Airlines est fondée en avril 1993 en tant qu'entreprise d'État et la Vietnam Airlines Corporation fut établie en 1996 après le rapprochement avec plusieurs autres compagnies de services.
En octobre 2002, elle présente sa nouvelle image avec un nouveau logo et une nouvelle livrée.
En 2003, Vietnam Airlines introduit dans sa flotte son premier Boeing 777.
En 2006, Vietnam Airlines transporte 6,8 millions de passagers.
En 2007, elle a un chiffre d'affaires de 1,2 milliard de dollars.
En 2008, Vietnam Airlines transporte 9 millions de passagers et à une croissance annuelle de 14 %.
En avril 2009, elle signe un accord préliminaire de façon à devenir membre de Skyteam en 2010.
En juin 2009, Vietnam Airlines signe une commande de 16 Airbus A320 ainsi que 2 Airbus A350 lors du Salon international de l'aéronautique et de l'espace de Paris-Le Bourget. En juillet 2009, Vietnam Airlines participe au lancement de la nouvelle compagnie aérienne nationale du Cambodge, Cambodia Angkor Air, en détenant 49 % des parts de la compagnie. Le 12 novembre 2009, Vietnam Airlines annonce avoir signé avec Airbus un accord de principe pour la commande de 4 Airbus A380, elle est la première compagnie aérienne à commander des Airbus A380 depuis 2006,.
Les 1er novembre 2010, Vietnam Airlines annonce avoir passé une commande ferme de huit Boeing 787-9 Dreamliner, et pris une option sur huit appareils supplémentaires, avec une date de livraison prévue pour 2015.
En 2011, Vietnam Airlines annonce avoir réalisé un chiffre d'affaires de 1,86 milliard de USD en 2010.

## Flotte

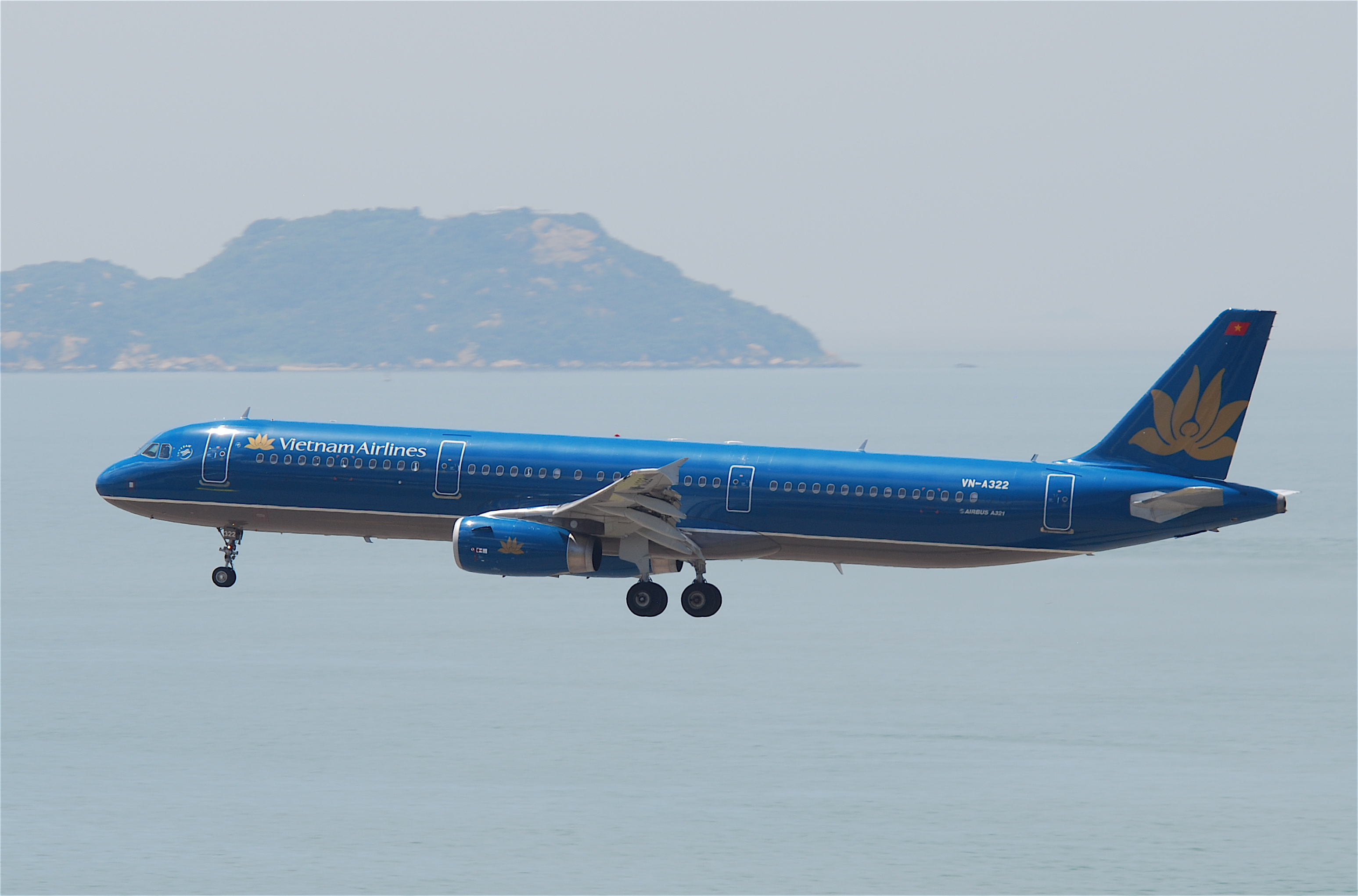
Airbus A321-231 de Vietnam Airlines à l'atterrissage à l'aéroport de Hong Kong

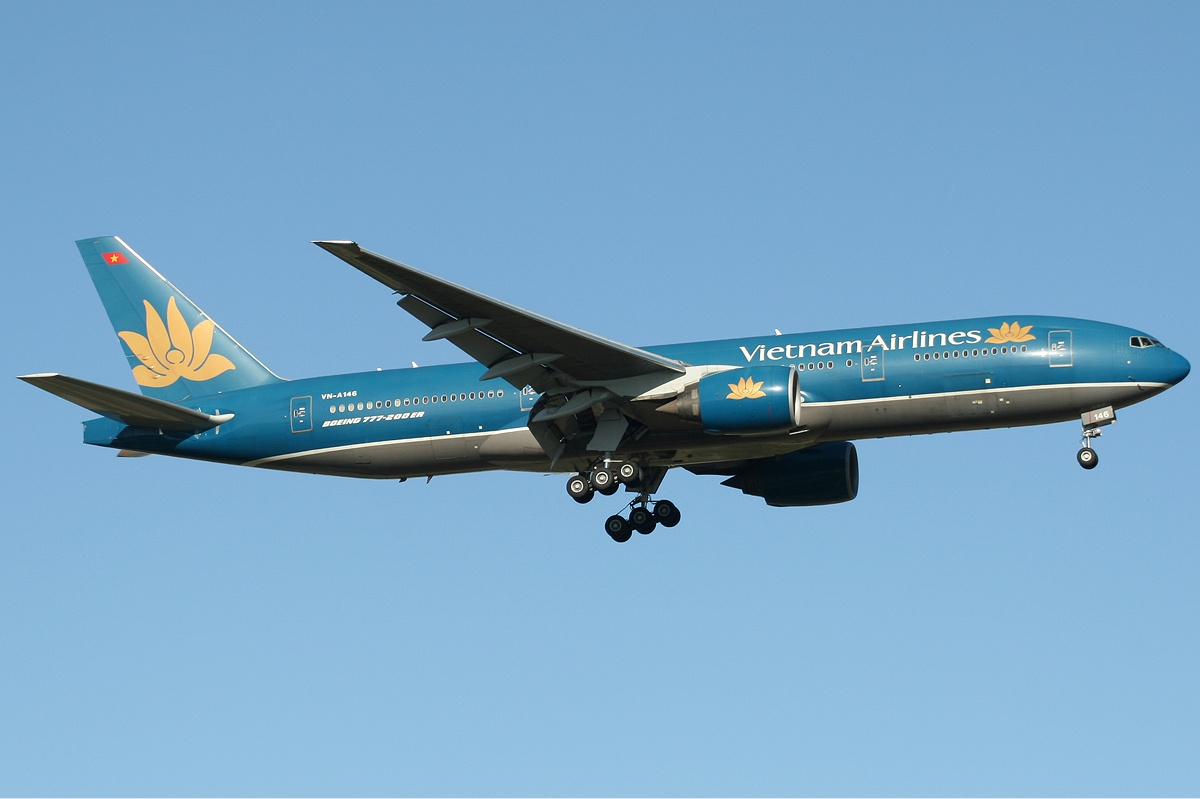
Boeing 777-200ER

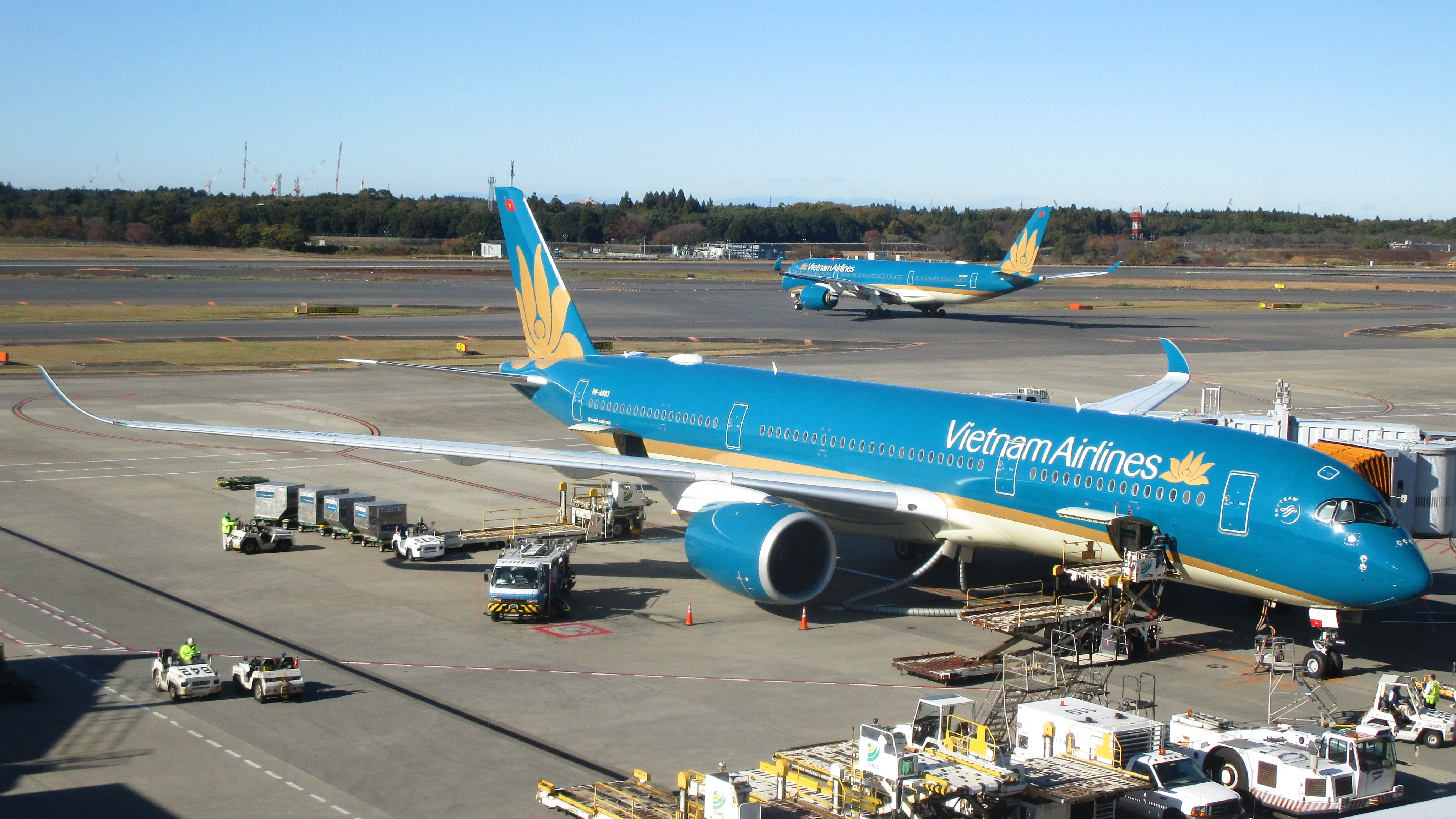
Vietnam Airlines Airbus A350 XWB.

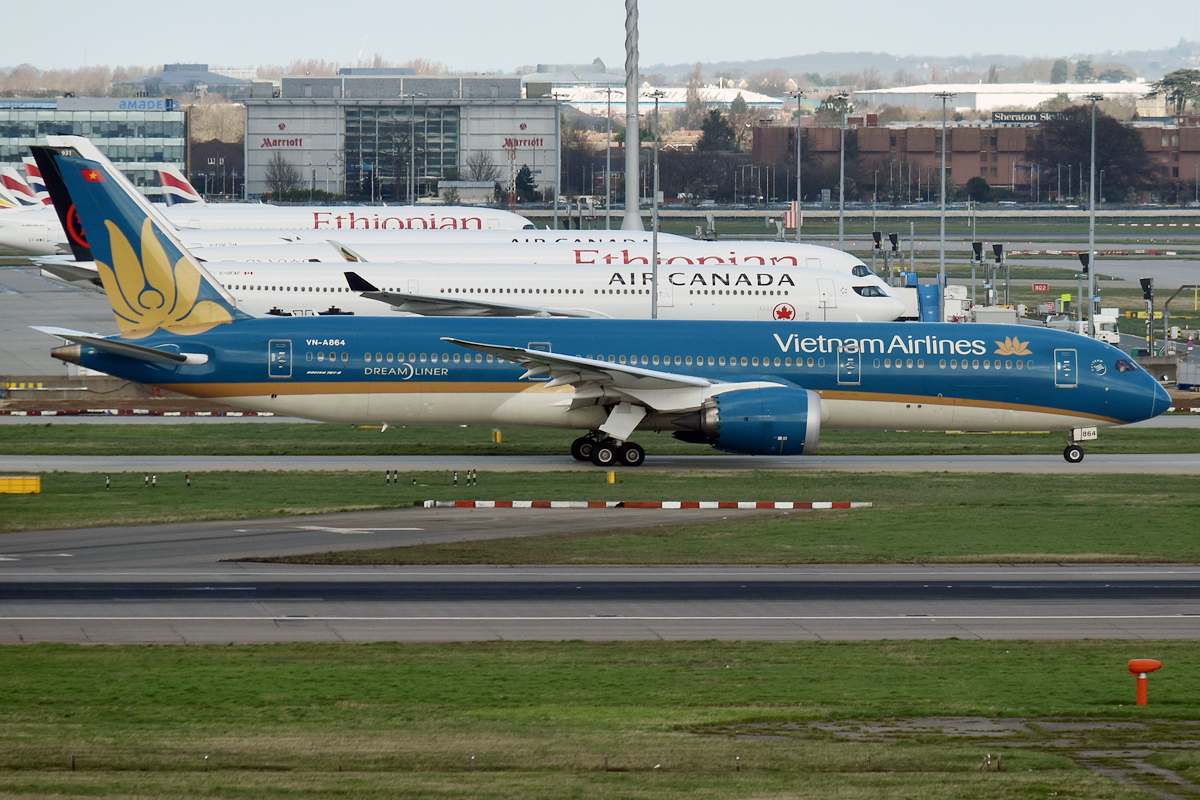
Boeing 787-9 Dreamliner

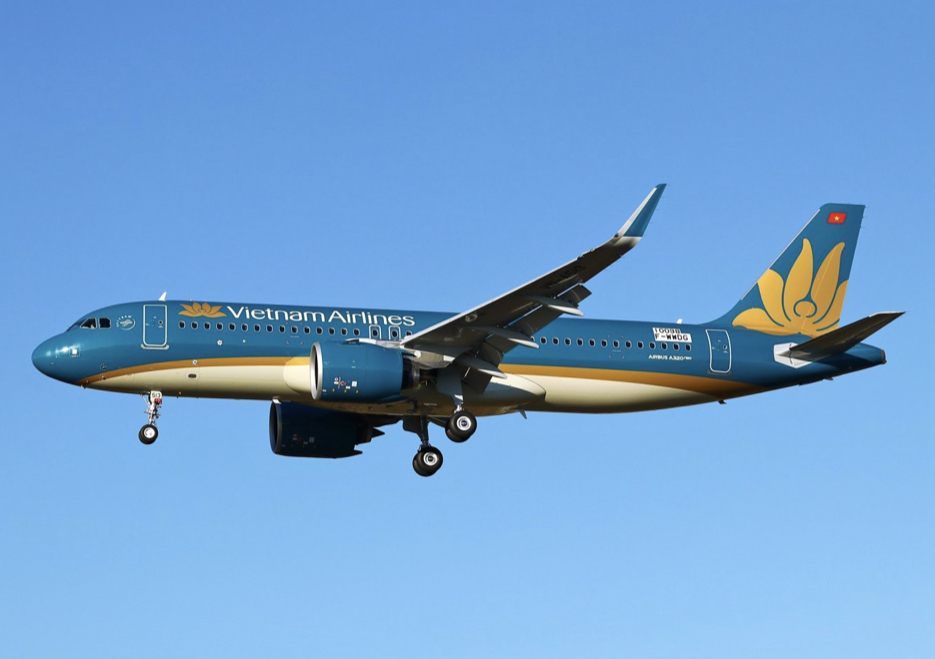
Airbus A320neo

En décembre 2024, Vietnam Airlines opère la flotte suivante:
Flotte de Vietnam Airlines

## Flotte Historique
Depuis sa création en 1956, la compagnie aérienne a exploité une large gamme d’avions, notamment soviétiques, américains et européens. En raison du retrait de tous les avions de fabrication soviétique, la compagnie aérienne utilise actuellement les avions Boeing, ATR et Airbus.
- Aero Ae-45
- Airbus A300 (B4, -600)
- Airbus A310 (-200, -300)
- Airbus A320 (-200)
- Airbus A321 (-100)
- Airbus A330 (-200, -300)[20]
- Airbus A340 (-200)
- Antonov An-2
- Antonov An-24
- ATR 72 (-200)[21]
- Boeing 707 (-320, -320B, -320C)
- Boeing 727 (-200)
- Boeing 737 (-300)
- Boeing 767 (-200ER -300ER)
- Boeing 777 (-200ER)
- Douglas DC-3
- Fokker 70
- Iliouchine Il-14G
- Iliouchine Il-18D
- Tupolev Tu-134 (A,B)
- Yakolev Yak-40

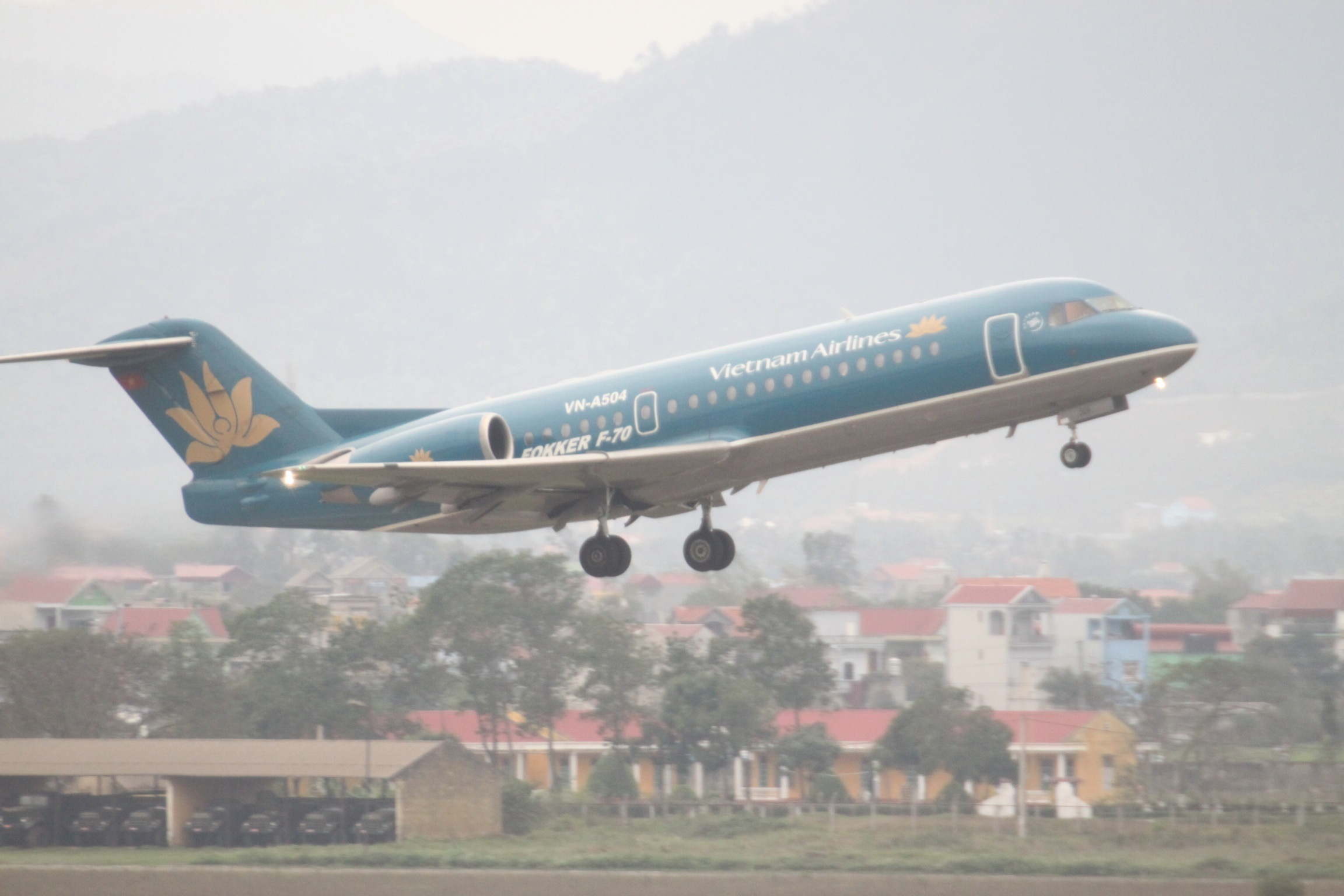
Vietnam Airlines Fokker 70.
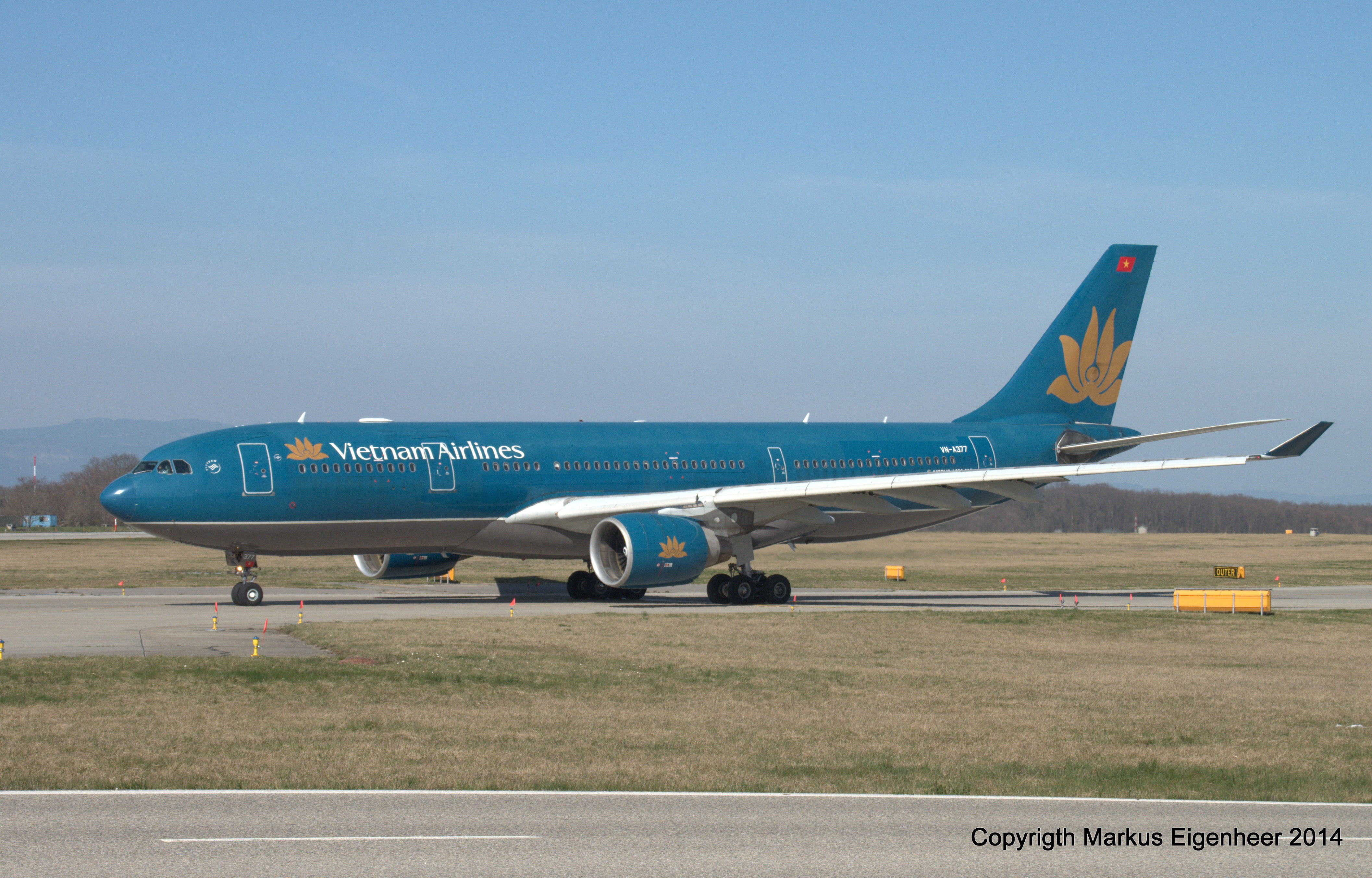
Airbus A330-223.
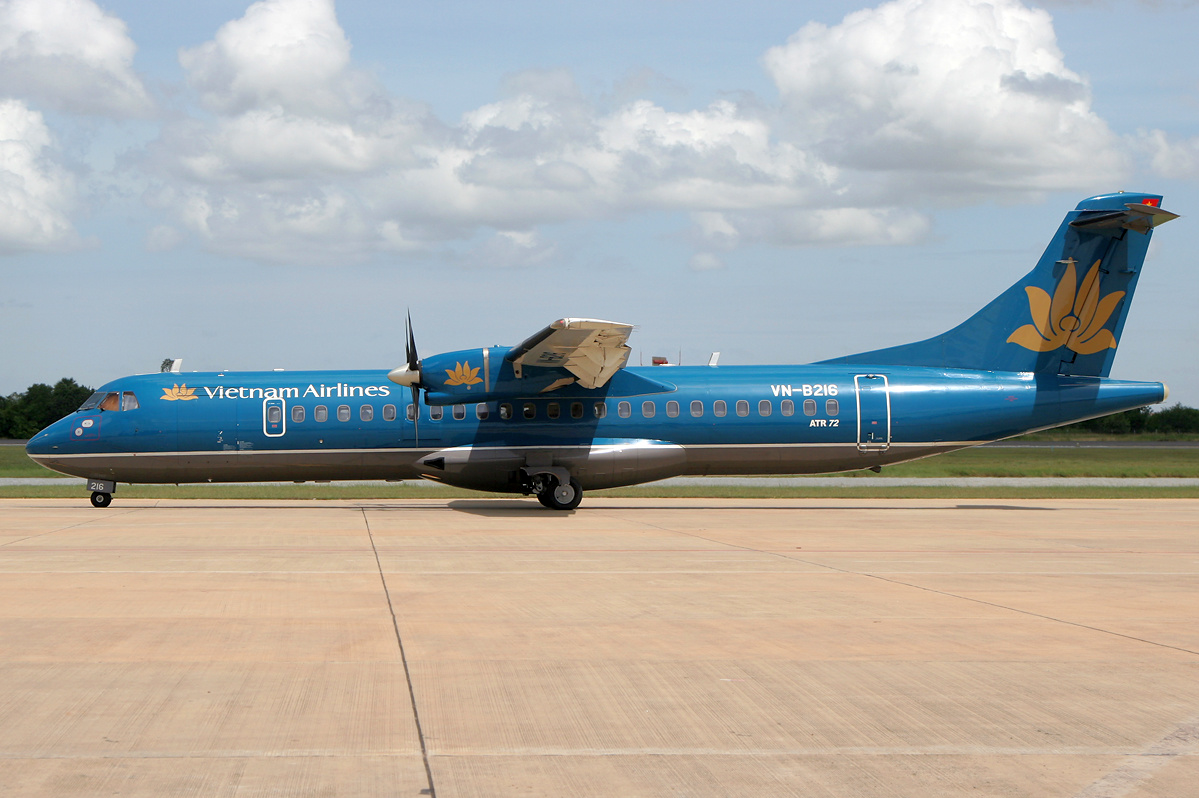
Vietnam Airlines ATR-72-200 (VN-B216).
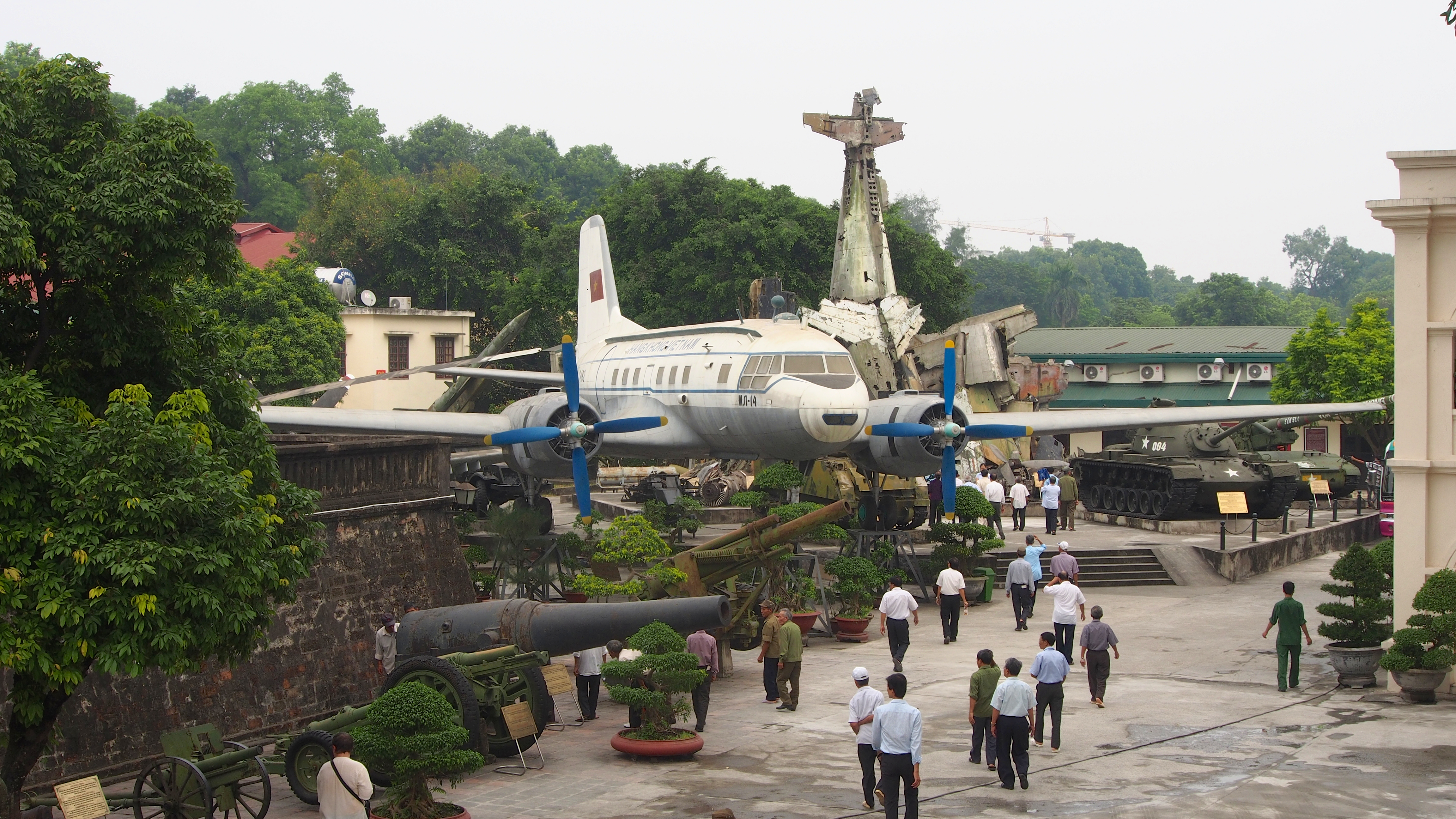
Musée d'histoire militaire du Vietnam (Iliouchine Il-14).
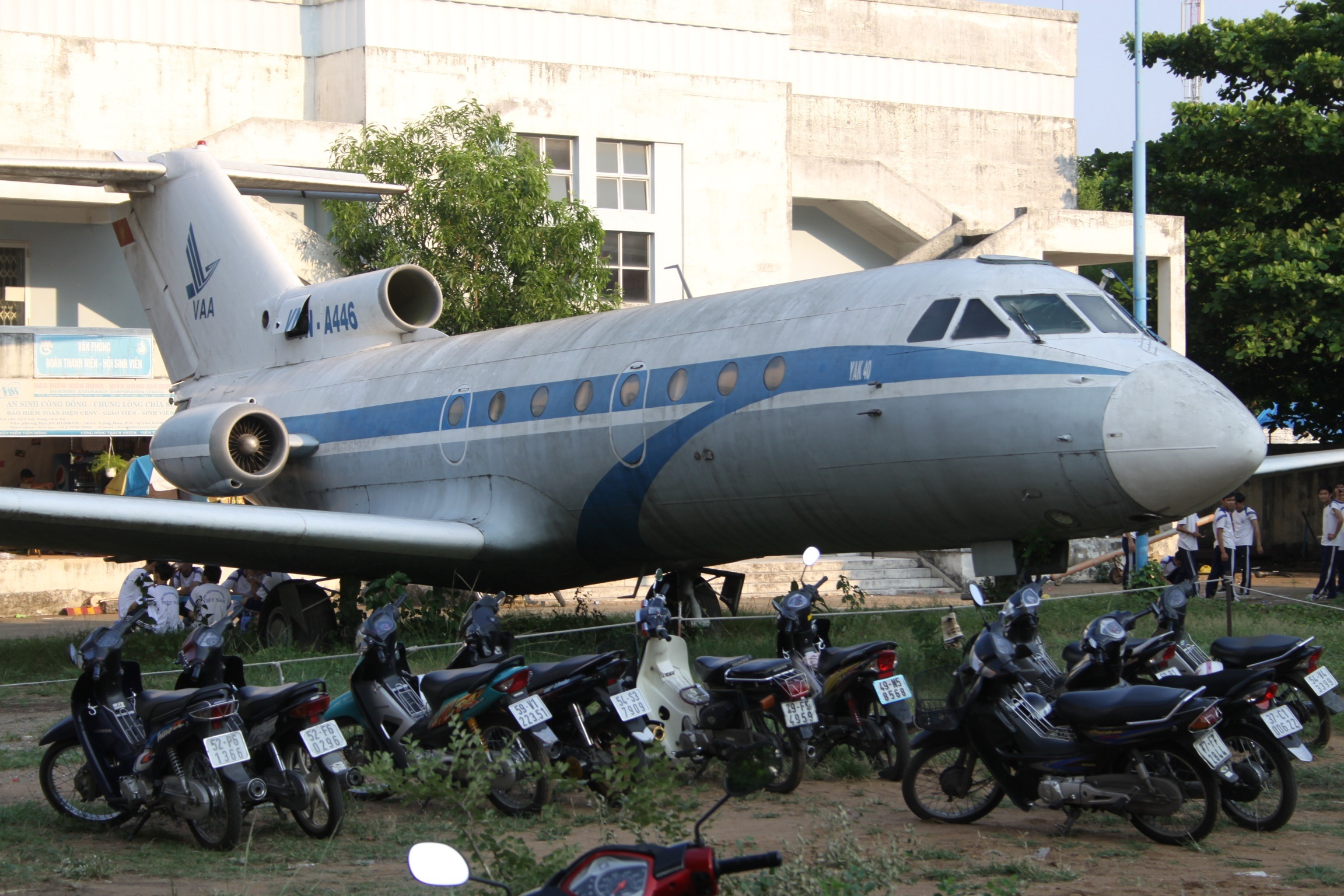
Yakolev Yak.40.
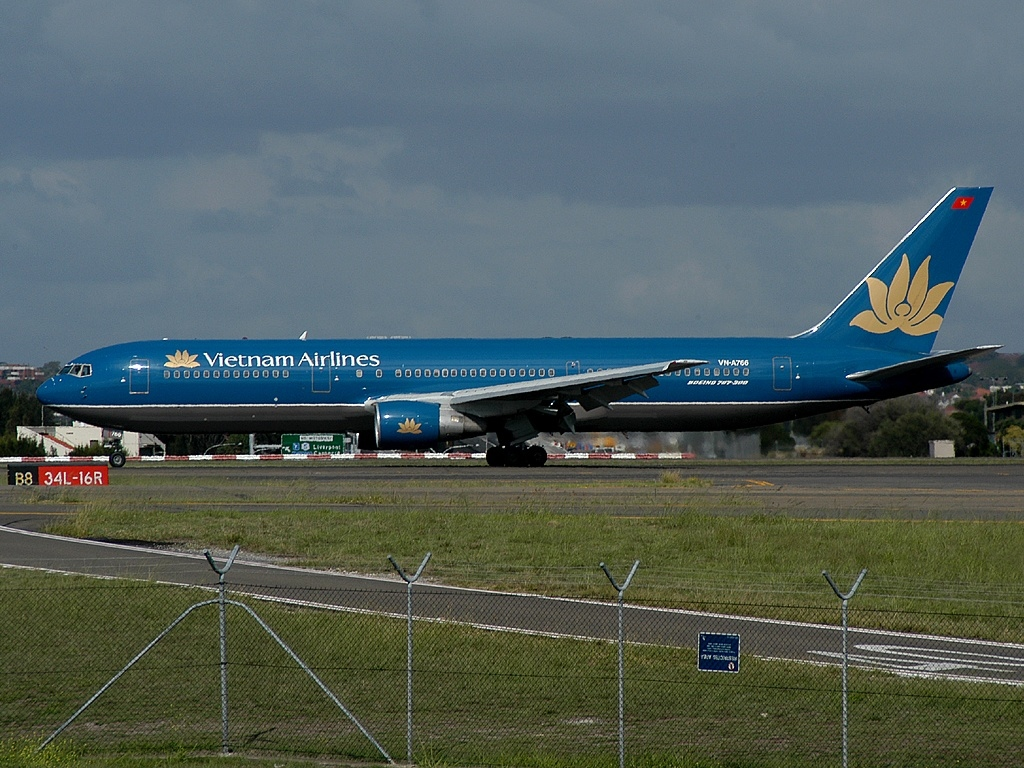
Boeing 767-33A-ER de Vietnam Airlines.

## Sûreté aérienne
Vietnam Airlines a connu trois accidents fatals au cours des 30 dernières années. Ces accidents ont impliqué à chaque reprise des avions de construction russe ; l'entreprise les a depuis graduellement éliminés de sa flotte. Chacune de ces pertes s'est produite lors des phases finales de vol, les conditions météorologiques ont été un facteur prédominant.
Des quasi-collisions (« near-misses ») dans l'espace aérien vietnamien ont encore lieu, dues à la croissance rapide du nombre de vols, et à l'écart technologique que les contrôleurs aériens doivent encaisser.
À la suite du 11 septembre 2001, Vietnam Airlines annonce une série de mesures supplémentaires pour accroitre la sûreté de ses vols, parmi lesquelles :
- Portes des postes de pilotage blindées
- Augmentation du personnel de sûreté dans les aéroports; augmentation des contrôles de passagers
- Une nouvelle gamme de détecteurs

## Incidents et accidents

### Pertes fatales
3 septembre 1997: Un Tupolev Tu-134 (construit en 1984) accomplissant la liaison Hô Chi Minh-Ville-Phnom Penh s'est écrasé pendant l'atterrissage dans des conditions de pluie dense. 65 des 66 personnes à bord périrent.
14 novembre 1992: Un Yakovlev Yak-40 (construit en 1976) rejoignant Nha Trang depuis Hô Chi Minh-Ville s'est écrasé pendant la phase d'atterrissage entreprise durant le cyclone tropical Forrest. Il y a eu 30 morts et une survivante.
9 septembre 1988: Un Tupolev Tu-134 ayant quitté Hanoï avec 81 personnes à bord s'est écrasé lors de la phase d'approche de l'aéroport de Bangkok. L'avion, probablement touché par un éclair pendant la traversée d'un violent orage, explosa au contact du sol à 6 km de l'aéroport international Don Muang. 76 personnes périrent.

### Autres incidents
Outre les pertes fatales ci-dessus, d'autres incidents eurent lieu, dont les suivants:
En octobre 2010, un Boeing 777 qui assurait le vol VN535 Hanoï-Paris fut victime d'un trou d'air au-dessus de la Russie, Trente-trois personnes ont été blessées à bord.
17 janvier 2007: Un Boeing 777 avec 297 Passagers à son bord, a dû se dérouter sur l'aéroport de Bakou (Azerbaïdjan) après avoir constaté des fêlures sur les vitres du cockpit. Aucun blessé n'est à déplorer.
29 octobre 2004: Un Airbus A-321 s'est vu contraint d'atterrir à Hanoï avec le train d'atterrissage avant non-déployé. Il n'y a eu aucun blessé.
22 août 2002: Un Airbus A-320 a dû accomplir un atterrissage d'urgence à Hô Chi Minh-Ville après qu'un oiseau percuta la fenêtre du cockpit. Il n'y a eu aucun blessé.
12 septembre 1998: Un Boeing 767 dérapa de la piste lors d'un décollage à Hô Chi Minh-Ville, le pilote ayant perdu le contrôle directionnel de l'avion. La cause exacte de l'incident n'a pu être déterminée, mais certains passagers rapportèrent avoir remarqué des étincelles provenant d'un moteur. Les passagers durent évacuer l'avion via les toboggans d'urgence.
25 novembre 1994: Le train d'atterrissage d'un Tupolev Tu-134 s'effondra pendant un atterrissage à Phnom Penh (Cambodge) entraînant des dégâts importants à l'avion. Il n'y eut aucune mort.
4 septembre 1992: Ly Tong, un ancien pilote de armée de l'air sud-vietnamienne, détourna un Airbus A310 effectuant la liaison entre Bangkok et Hô Chi Minh-Ville avec 167 personnes à bord. Il déversa des tracts anti-communistes au-dessus de la capitale vietnamienne avant de sauter en parachute. Il fut rapidement arrêté par les forces de sécurité au sol. L'avion atterrit sans autre difficulté; il n'y eut aucun blessé. Ly Tong fut relâché d'une prison à Hanoï en 1998.

## Partenariats
Vietnam Airlines a des accords de partage de codes avec les compagnies aériennes suivantes:
- Air Cambodia
- Air Europa
- Air France
- Aeroméxico
- Aeroflot
- Cathay Pacific
- China Airlines
- China Eastern Airlines
- China Southern Airlines
- Delta Air Lines
- Garuda Indonesia
- El Al
- Japan Airlines
- Kenya Airways
- KLM Royal Dutch Airlines
- Korean Air
- Lao Airlines
- Mandarin Airlines
- Philippine Airlines
- Qantas
- Saudia
- Turkish Airlines
- VASCO
- Virgin Atlantic
- XiamenAir

Vietnam Airlines a rejoint l'alliance Skyteam en juin 2010.

## Galerie

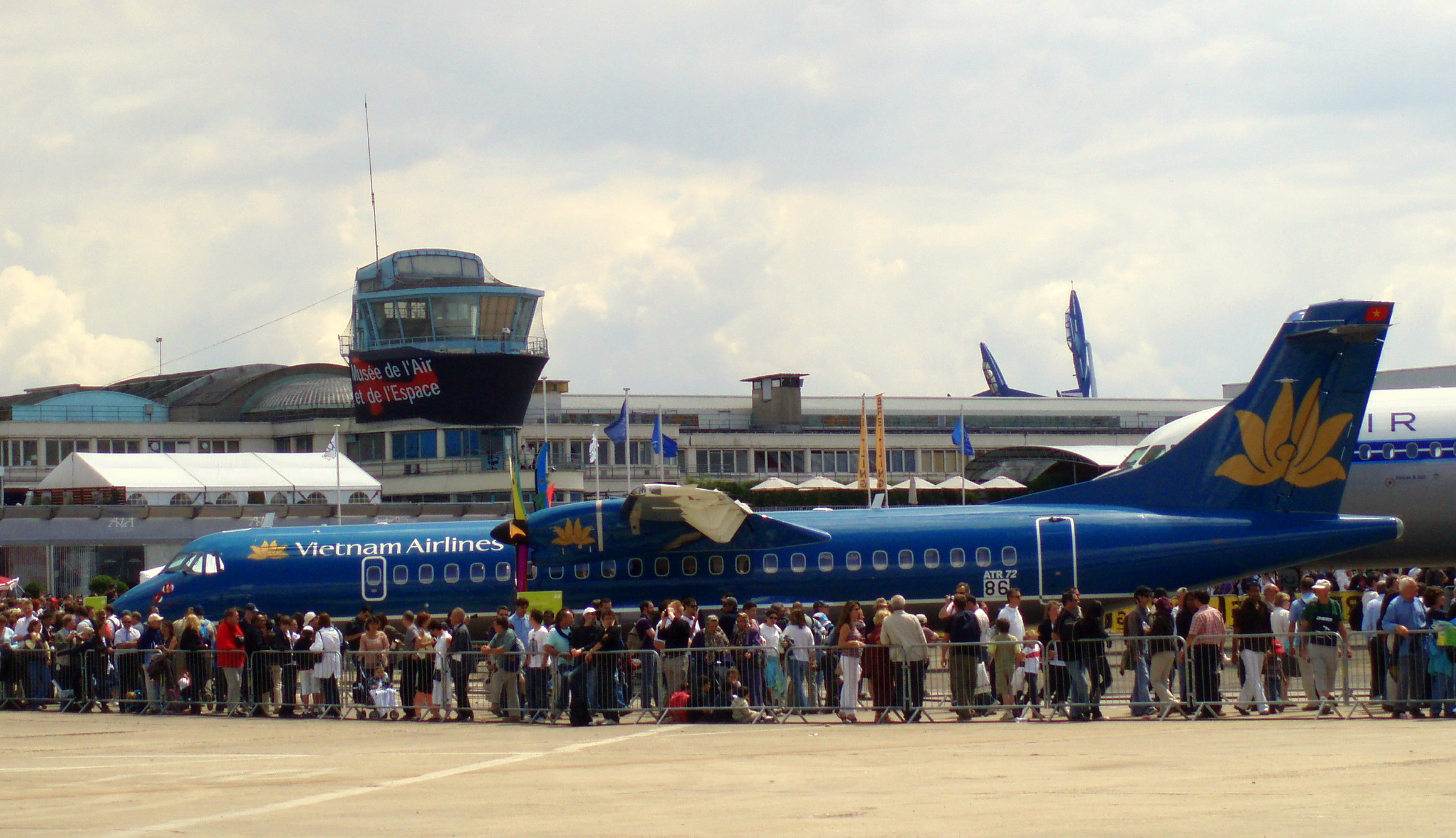
ATR 72-500.
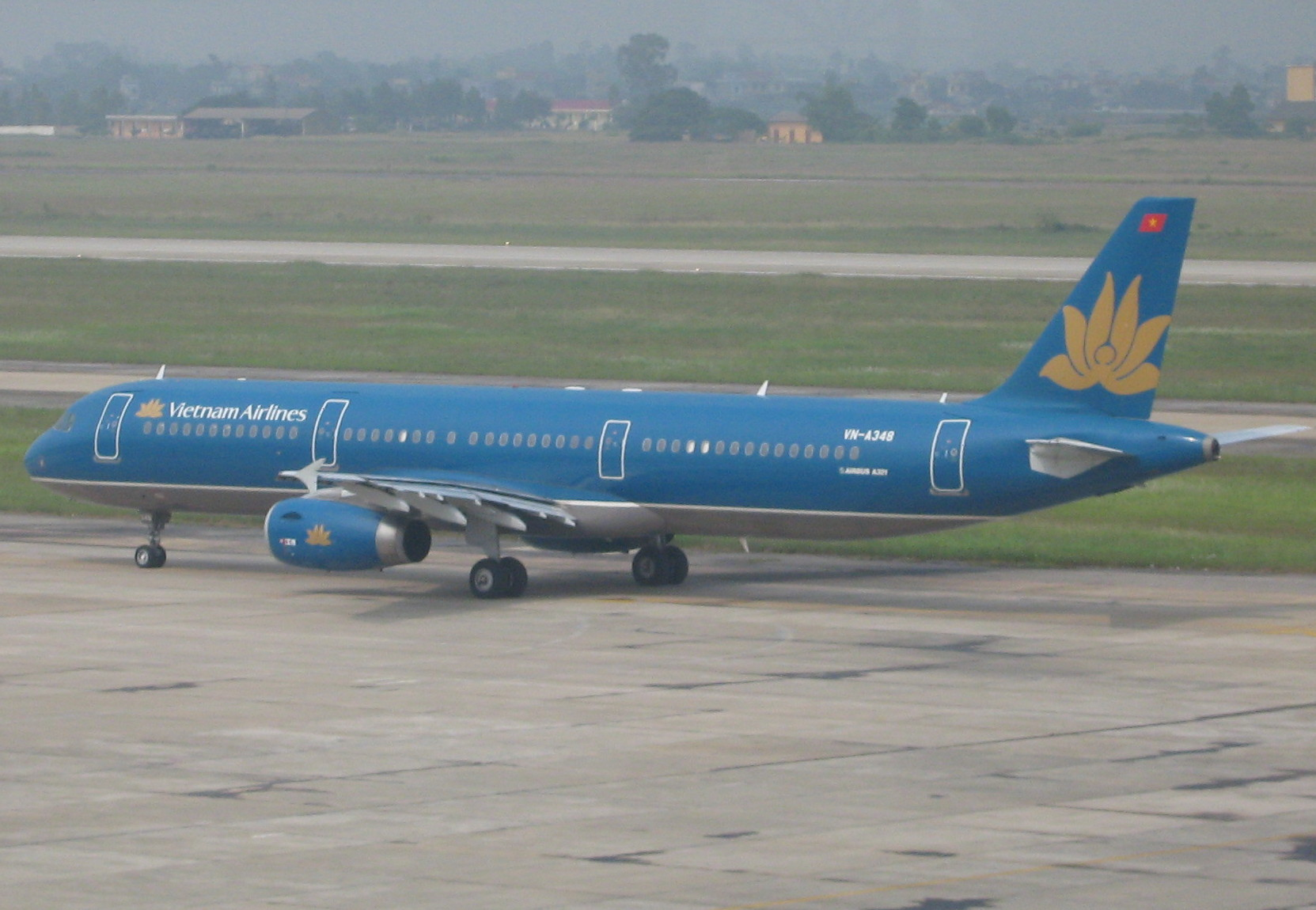
Airbus A321.
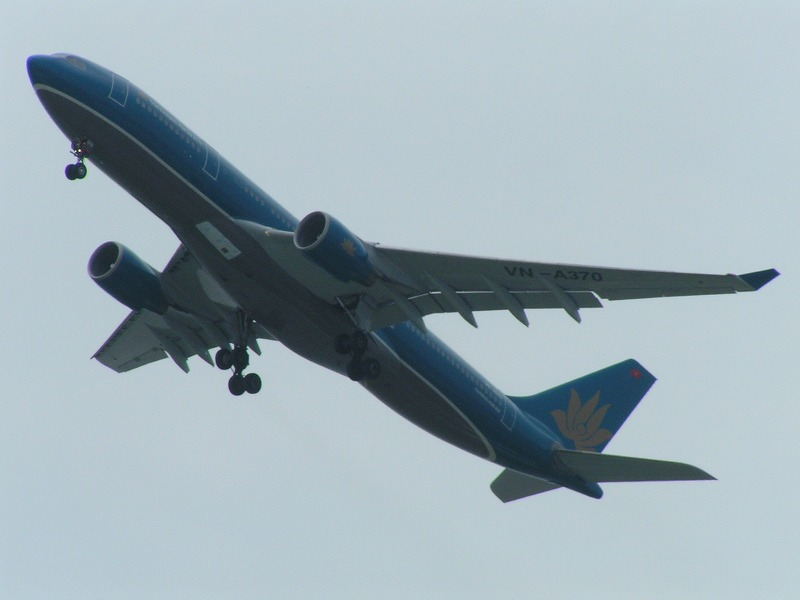
Airbus A330-223.
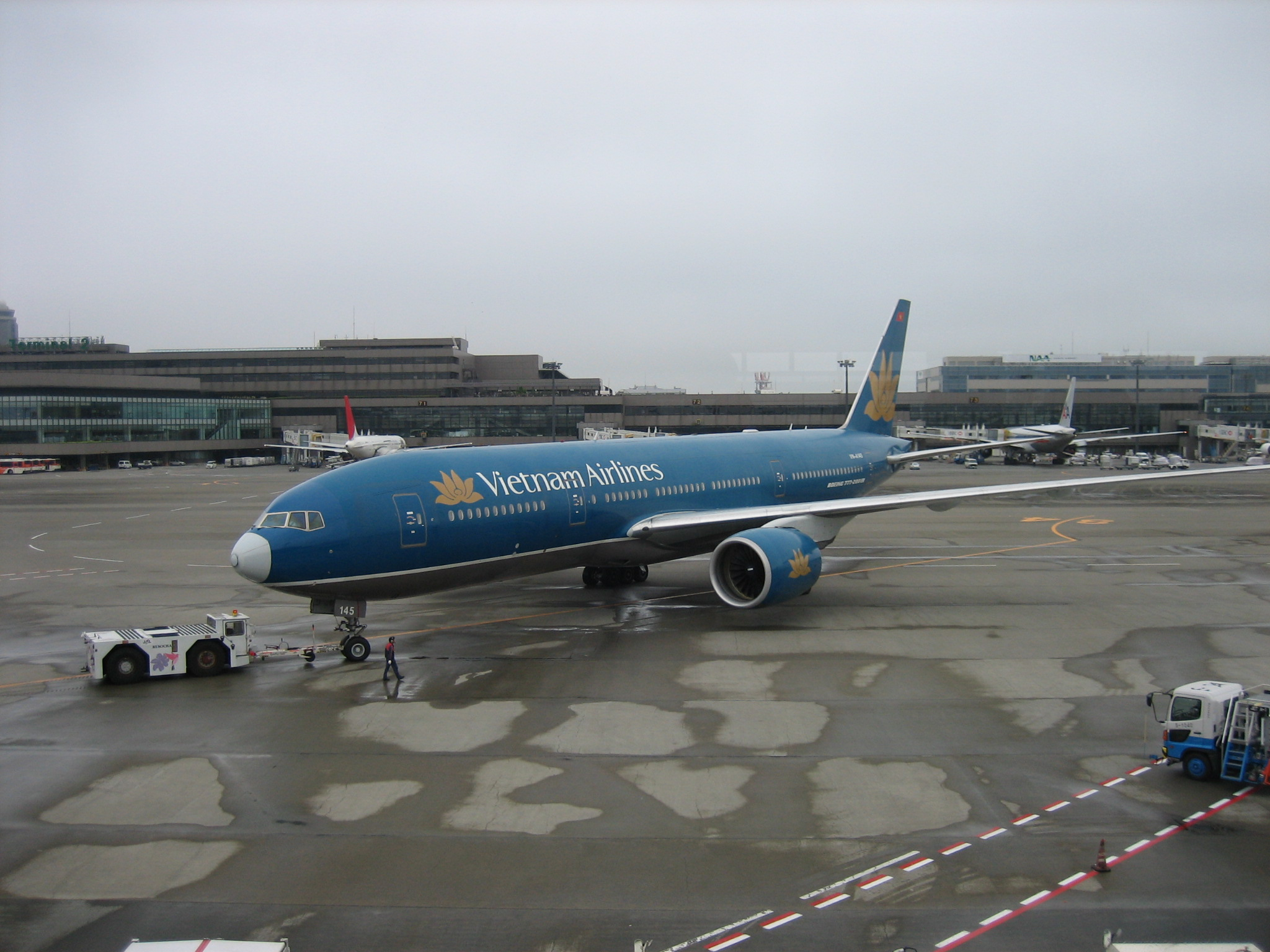
Boeing 777.

## Sponsor
En 2010, la compagnie sponsorise l'émission de télévision Koh-Lanta : Viêtnam à Côn Đảo.